# 나야 리베라
나야 리베라(스페인어: Naya Rivera, 1987년 1월 12일 ~ 2020년 7월 8일)는 미국의 배우, 가수, 모델이다. 아역 배우 겸 모델로 데뷔하였고, 성인이 된 후 뮤지컬 드라마 《글리》의 주연 산타나 역으로 출연하며 유명해졌다. 2020년 7월경 보트 사고로 사망하였다.

## 생애
1987년 캘리포니아주 산타클라리타에서 태어났고 발렌시아 지역과 로스앤젤레스에서 성장했다. 아프리카계와 독일계, 푸에르토리코계 혈통을 가지고 있다. 어머니 욜란다 리베라(Yolanda Rivera)는 모델이었다. 삼남매의 맏이이며, 남동생 마이클(Mychal)은 미식축구 선수, 여동생 니케일라(Nickayla)는 런웨이 모델이 되었다.
1991년 CBS 시트콤 《로열 패밀리》로 데뷔하고, 이후 뮤지컬 드라마 《글리》 산타나 로페스 역으로 큰 사랑을 받았다. 이 역할로 골든 글로브에서 TV 부문 뮤지컬 코미디 시리즈와 남우조연상, 여우조연상을 받았다. 드라마 《글리》는 미국 사회에서 소수자로 분류되는 게이와 동양인, 흑인, 장애인과 왕따 문제 등을 다루며 큰 호응을 얻었다.
2014년에 배우 라이언 도시와 결혼해 아들을 얻었다. 하지만 결혼생활 2년 만에 파경을 맞으며 그해 11월 미국 LA법원에 이혼 신청서를 제출했다.

## 사망 사건
2020년 7월 8일 리베라는 로스앤젤레스 인근의 벤투라군 피루 호수에서 네 살배기 아들 조시 홀리스와 함께 보트 유람 중 실종되었다. 3시간 후 보트 위에서 아들만이 발견되었고, 리베라는 발견되지 않았다. 그러다가 수색 끝에 5일 뒤인 7월 13일경 익사한 시신으로 발견되었다. 벤투라군 보안관 빌 아이유브는 "아들과 함께 호수에서 수영하다가 아들을 구하고 익사하였다"고 보고하였다.

## 출연작 목록

### TV 드라마
| 연도    | 제목                          | 원제                        | 배역            | 비고                                      |
| ------- | ----------------------------- | --------------------------- | --------------- | ----------------------------------------- |
| 1991-92 | 로열 패밀리                   | The Royal Family            | 힐러리 윈스턴   | 15회분                                    |
| 1992-93 | 패밀리 매터스                 | Family Matters              | 그웬덜린        | 3회분                                     |
| 1993    | 더 프레시 프린스 오브 벨 에어 | The Fresh Prince of Bel-Air | 신디            | "Bundle of Joy" 에피소드                  |
| 1995    | 라이브 샷                     | Live Shot                   | 앤              | "Another Day, Another Story" 에피소드     |
| 1996    | SOS 해상 구조대               | Baywatch                    | 윌라            | "Scorcher" 에피소드                       |
| 1997    | 스마트 가이                   | Smart Guy                   | 태니아          | "Baby, It's You and You and You" 에피소드 |
| 1999    | 스마트 가이                   | Smart Guy                   | 켈리            | "Never Too Young" 에피소드                |
| 2002    | 이븐 스티븐스                 | Even Stevens                | 마시 스탈       | "Short Story" 에피소드                    |
| 2002-06 | 버니 맥 쇼                    | The Bernie Mac Show         | 도나            | 11회분                                    |
| 2003    | 소울 푸드                     | Soul Food                   | 로린            | 2회분                                     |
| 2004    | 아빠는 연애코치               | 8 Simple Rules              | 멋진 여자애     | "Halloween" 에피소드                      |
| 2008    | 걸프렌즈                      | Girlfriends                 | 젊은 여자       | "Stand and Deliver" 에피소드              |
| 2008    | CSI: 마이애미                 | CSI: Miami                  | 레이철 칼바도   | "Power Trip" 에피소드                     |
| 2009-15 | 글리                          | Glee                        | 산타나 로페스   | 주연                                      |
| 2015    | 은밀한 하녀들                 | Devious Maids               | 블랑카 알바레스 | 5회분                                     |
| 2018-19 | 스텝 업: 하이 워터            | Step Up: High Water         | 콜렛 존스       | 조연; 시즌3 촬영중 사망                   |

### 영화
| 연도 | 제목                          | 원제                                 | 배역                 | 비고       |
| ---- | ----------------------------- | ------------------------------------ | -------------------- | ---------- |
| 2002 | 마스터 오브 디스가이즈        | The Master of Disguise               | 캡틴 아메리카 키드   |            |
| 2009 | 프랑켄후드                    | Frankenhood                          | 섹시녀               |            |
| 2011 | 글리: 3D 콘서트 무비          | Glee: The 3D Concert Movie           | 산타나 로페스        |            |
| 2014 | 더 데블스 도어                | At the Devil's Door                  | 베라                 |            |
| 2017 | 매드 패밀리                   | Mad Families                         | 펠리파 존스          |            |
| 2021 | 배트맨: 더 롱 할로윈, 파트 투 | Batman: The Long Halloween, Part Two | 캣우먼 / 셀리나 카일 | 애니메이션 |